# Ngourkosso
Ngourkosso là một tỉnh của Chad ở vùng Logone Occidental, một vùng của Chad với thủ phủ là Bénoye.

## Hành chính
Tỉnh gồm 6 phó tỉnh (sous-préfectures):
- Bénoye
- Bebalem
- Bekiri
- Beladja
- Bourou
- Saar Gogne